# برودکستینگ هاوس
برودکستینگ هاوس (انگلیسی: Broadcasting House) ساختمان مرکزی و ستاد بی‌بی‌سی است که در شهر لندن واقع شده‌است. نخستین پخش رادیویی از این ساختمان در ۱۵ مارس ۱۹۳۲ صورت گرفت و این ساختمان به‌طور رسمی در ۱۵ مه همان سال افتتاح شد. سبک معماری ساختمان اصلی، آرت دکو است که قاب‌بندی فولادی سبک دارد و جزء بنای‌های فهرست‌شده درجه ۲ است.
برودکستینگ هاوس در سال‌های اخیر دستخوش مرمت و بازسازی‌های مختلفی شده و به‌عنوان مثال، بخش شرقی ساختمان که از زمان جنگ جهانی باقی مانده بود، تخریب و با یک سازهٔ جدید جایگزین شد که به افتخار جان پیل نام‌گذاری گردید. تلویزیون عربی بی‌بی‌سی و تلویزیون فارسی بی‌بی‌سی در این ساختمان جدید جای دارند.